# 安娜·维多维奇

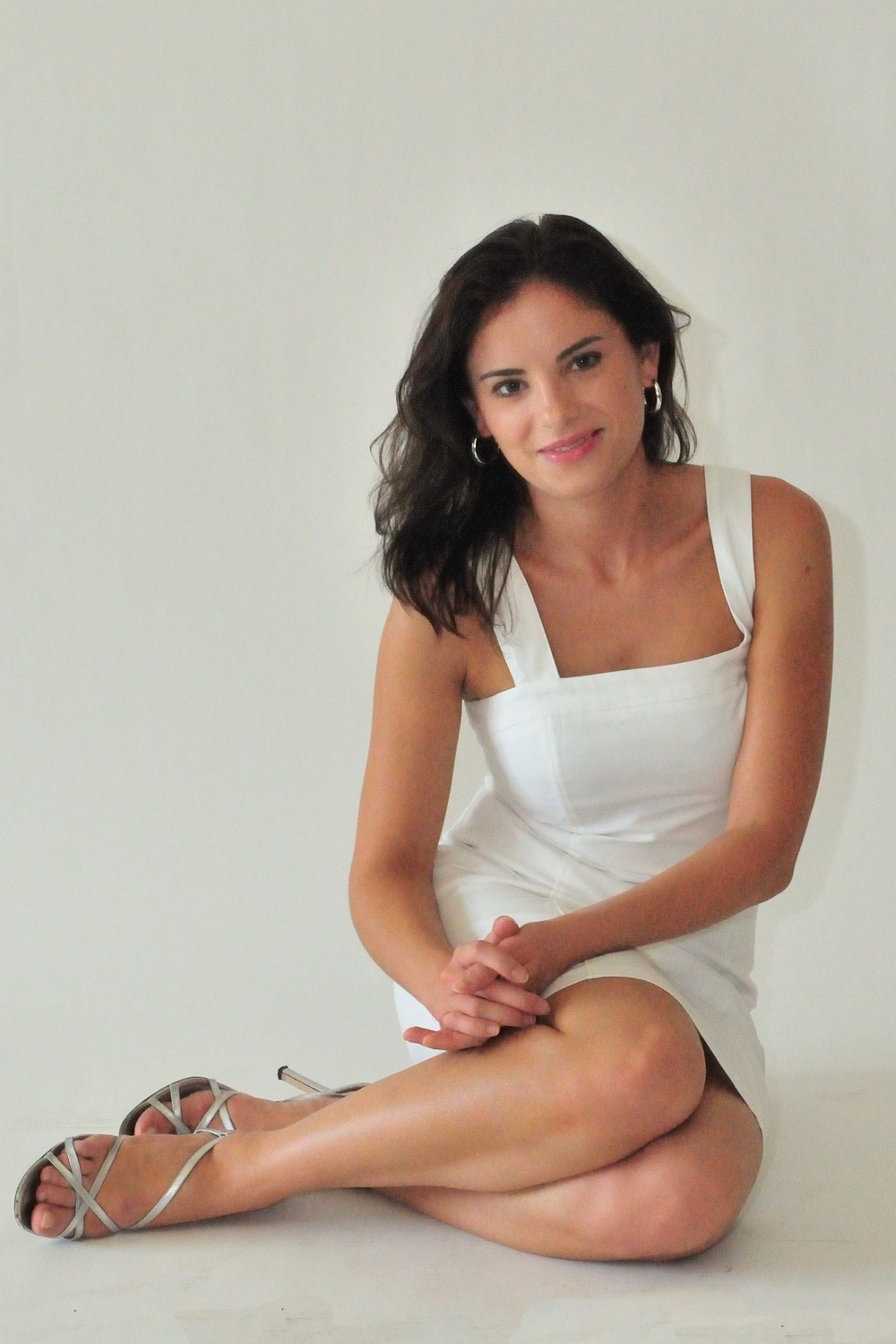

安娜·维多维奇（1980年—），克罗地亚古典吉他手，为当今最年轻的古典吉他大师之一。她五岁开始学琴，十三岁就进入著名的萨格勒布国家音乐学院，师从Istvan Romer。随后前往美国约翰霍普金斯大学皮博迪音樂學院深造，2003年5月毕业。
维多维奇曾多次获得国际重大吉他比赛的冠军头衔。其中包括在意大利举行的费尔南多·索尔音乐比赛，圭利亚尼音乐比赛和在西班牙举行的弗朗西斯科·泰雷加音乐比赛。
自从她于1988年首次登台以来，维多维奇已经在世界各国表演了一千多场。她琴风稳健，技术精准，音乐流畅。亦有批评说她细微之处仍有待加强。